# Portland Trail Blazers
Portland Trail Blazers američka profesionalna košarkaška momčad iz grada Portland, Oregon. Momčad je osnovan i počela nastupati u NBA ligi 1970.g. 

## Dvorane
- Memorial Coliseum (1970. – 1995.)
- Rose Garden Arena (1995.- )

## Općenito
Klub nastupa u Rose Gardenu. Nadimak samog kluba je RIP City. Trail Blazersi imaju 1 naslov u povijesti franšize - 1977. godine. 
Klub nastupa u Zapadnoj konferenciji, a u Sjevernoističnoj diviziji. Rivalstvo dijele s Oklahomom City Thunder.

## Vanjske poveznice
- (engl.)Portland Trail Blazers službene internet stranice